# 12週連続シングルリリース
12週連続シングルリリース（じゅうにしゅうれんぞくシングルリリース）は、日本の女性歌手・倖田來未が2005年12月7日から翌2006年2月22日までの12週の間に行ったシングルリリースの総称である。

## 概要
2005年12月7日から翌2006年2月22日までの毎週水曜日に1枚ずつ計12枚のシングルをリリースするというものである。連続リリース企画はglobe、ゆず、EXILE等も行っている。
シングルは『you』『No Regret』『Someday/Boys♥Girls』を除くCDは全て5万枚限定生産盤である。なお、限定盤は『KAMEN feat.石井竜也』に同表題曲の別バージョンが収録されている他は、全てシングル曲のB面がインストとなっている。
また、シングルのジャケットはそれぞれ世界各国の衣装を着ており、裏ジャケットに至っては12枚全てをつなげると1つの写真が出来上がる仕組みになっている。背帯も同じく12枚つなげると1つの写真ができるというユニークな仕組みになっている。
12週連続シングルリリースを盛り上げる手段の一つとして、同企画と連動して特典サイトが2006年3月14日16時00分（JST）まで開設されていた。サイトでは、記念グッズの発売や、12週連続〜のリミックスアルバムが特典サイトでのみ配信されるなど、12枚全ての購入者に対する限定特典が実施された。
12週連続シングルリリースの最終週である2006年2月22日の2週間後には、今回のシングルリリース曲を羅列したベストアルバム第2弾『BEST〜second session〜』が発売された。このアルバムには、シングル『you』のB面である「Sweet Kiss」、12週目の両A面シングルの2曲目「Boys♥Girls」、幻の"00"週目シングルとしてミュウモのみの配信限定でリリースされた『BEST〜second session〜』1曲目収録の「Introduction to the second session」のフルバージョンである「Get It On」は未収録となっている。
この連続リリースにより、スペースシャワーTV主催の「SPACE SHOWER Music Video Awards07」にて、特別賞を受賞した。

## 12週連続シングルリリース内容
| 週   | タイトル               | リリース日     | ジャケットイメージ | 備考            |
| ---- | ---------------------- | -------------- | ------------------ | --------------- |
| 01   | you                    | 2005年12月7日  | アラスカ           |                 |
| 02   | Birthday Eve           | 2005年12月14日 | アメリカ           | 5万枚限定生産盤 |
| 03   | D.D.D. feat. SOULHEAD  | 2005年12月21日 | ロンドン           | 5万枚限定生産盤 |
| 04   | Shake It Up            | 2005年12月28日 | ブラジル           | 5万枚限定生産盤 |
| 05   | Lies                   | 2006年1月4日   | 中国               | 5万枚限定生産盤 |
| 06   | feel                   | 2006年1月11日  | スペイン           | 5万枚限定生産盤 |
| 07   | Candy feat.Mr. Blistah | 2006年1月18日  | アフリカ           | 5万枚限定生産盤 |
| 08   | No Regret              | 2006年1月25日  | インド             |                 |
| 09   | 今すぐ欲しい           | 2006年2月1日   | フランス           | 5万枚限定生産盤 |
| 10   | KAMEN feat.石井竜也    | 2006年2月8日   | ハワイ             | 5万枚限定生産盤 |
| 11   | WIND                   | 2006年2月15日  | イタリア           | 5万枚限定生産盤 |
| 12   | Someday/Boys♥Girls     | 2006年2月22日  | 日本               |                 |
| 番外 |                        |                |                    |                 |
| 00   | Get It On              | 2006年3月1日   | アラビア           | 配信限定楽曲    |

各シングルの詳細については、リンク先を参照

## 補足
- かつてglobeは、1998年9月-10月にかけて、『BRAND NEW globe 4 SINGLES』と題し、「Wanna Be A Dreammaker」から「Perfume of love」までの4枚のシングルをそれぞれ3週、1週、1週の間隔でリリースした事があったが、ゆずや倖田來未はこれをはるかに上回るシングル連続リリースを行ったが順位や売り上げ枚数、オリコンウィークリーランキング同時TOP10チャートインの各記録はglobeには及ばなかった。また、FEEL SO BADは、12ヶ月連続アルバムリリースを成し遂げている。
- 「Candy feat.Mr.Blistah」「you」「feel」「Lies」「Someday」の5曲は記述順にPVが繋がっており、それぞれに関連性がもたれている。一連のPVには、塚本高史、忍成修吾、尚玄ら3人の俳優が出演。
- 限定生産盤となった9枚は発売前からほぼ完売状態となった。また初回盤のみ特典サイトのアクセスパスワードが封入されていた『you』『No Regret』『Someday』の初回盤も入手困難となり、オークションでは数倍の高値で取引された。
- いずれの作品もオリコンチャートトップ10入りを果たし、『you』『feel』は、第1位を獲得した。